# Тест утакмица (рагби 13)
Тест утакмица (енгл. Test match) стручни је рагби 13 термин, којим се означава утакмица између две рагби 13 репрезентације.

## Историја
Прва тест утакмица у рагбију 13, одиграна је 1.1.1908. Тада је Велс играо против Новог Зеланда, а резултат је био 9-8, пред 15 000 навијача у Велсу. У досадашњој историји рагбија 13, највише успеха у тест утакмицама је остварила рагби 13 репрезентација Аустралије. "Кангароси" су у периоду од 1908. до 2024. одиграли 435 тест утакмица, а учинак је био 302 победе, 120 пораза и 13 нерешених, уз поен разлику +5 416 и проценат успешности 69.43%.